# Козаруша
Козаруша (серб. Козаруша) —  населённый пункт (посёлок) в общине Приедор, который принадлежит энтитету Республике Сербской, Босния и Герцеговина. Расположен в 5 км к востоку от города Приедор и в 45 км к северо-западу от Баня-Луки.

## Население
Численность населения посёлка Козаруша по переписи 2013 года составила 3 361 человек.
Этнический состав населения населённого пункта по данным переписи 1991 года:
- боснийские мусульмане — 2.853 (84,50 %),
- сербы — 264 (7,81 %),
- хорваты — 20 (0,59 %),
- югославы — 63 (1,86 %),
- прочие — 176 (5,21 %).

Всего: 3.376 чел.